# Дэвис, Джина
Вирджиния Элизабет (Джина) Дэвис (англ. Virginia Elizabeth «Geena» Davis; род. 21 января 1956, Уэрем, Массачусетс) — американская актриса, продюсер, сценарист и фотомодель. Известна ролями в фильмах «Муха», «Битлджус», «Тельма и Луиза» и «Турист поневоле», за последний из которых она получила премию «Оскар» за лучшую женскую роль второго плана в 1989 году. Также Дэвис сыграла роль президента США Маккензи Аллен в телесериале «Женщина-президент» (2005—2006), которая в 2006 году принесла ей «Золотой глобус». В 2019 году в знак признания её работы по обеспечению гендерного равенства Дэвис получила гуманитарную премию Джина Хершолта, присуждаемую Американской академией кинематографических искусств и наук.

## Ранние годы
Джина Дэвис родилась в Уэреме, штат Массачусетс. В детстве она увлекалась музыкой: училась играть на фортепиано и флейте. В подростковом возрасте играла на органе в Конгрегационалистской церкви в Уэреме. Затем Дэвис обучалась в средней школе Уэрема и по обмену получила образование в Сандвикене, Швеция, что позволило ей в совершенстве овладеть шведским языком. После — девушка училась в колледже Новой Англии в Нью-Хэмпшире, а затем перевелась в Бостонский университет, который закончила в 1979 году со степенью бакалавра изящных искусств.
Переехав в Нью-Йорк, подписала контракт с модельным агентством Zoli и работала фотомоделью, прежде чем в 1982 году дебютировала на телевидении.

## Карьера
Дэвис была замечена режиссёром Сидни Поллаком, который предложил ей небольшую роль в фильме «Тутси» (1982). Затем в 1983 году она получила регулярную роль второго плана в недолгом ситкоме «Буффало Билл», где главные роли исполняли Дэбни Коулмен и Джоанна Кэссиди. В 1985 году она получила свою первую в карьере главную роль, в ситкоме «Сара», попытке повторить успех «Шоу Мэри Тайлер Мур», но сериал был закрыт после одного сезона.

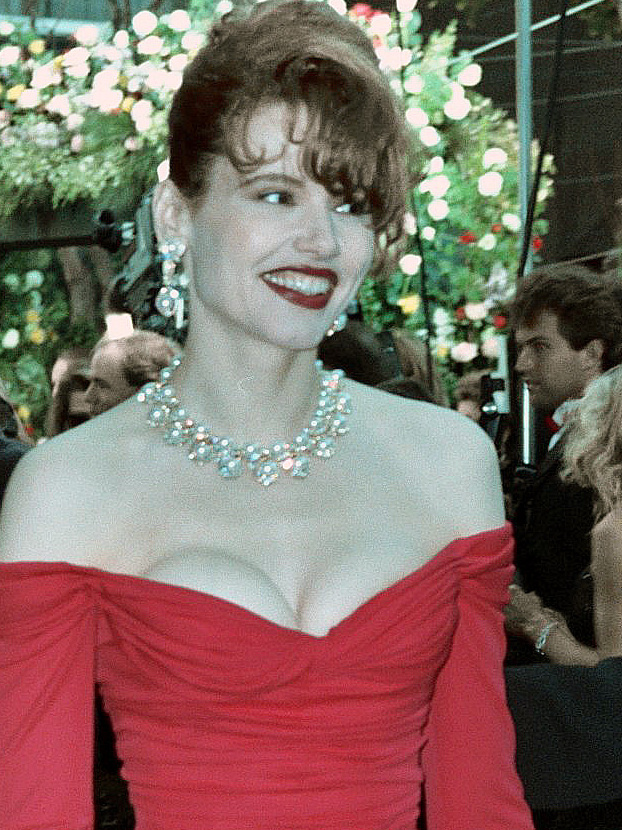
В 1990 году

После ролей в фильмах «Муха» (1986) и «Битлджус» (1988), Дэвис получила премию «Оскар» как лучшая актриса второго плана за роль в картине «Турист поневоле», к удивлению многих критиков. В 1991 году она сыграла в фильме «Тельма и Луиза» вместе с Сьюзан Сарандон, за что была номинирована на «Оскар». В последующие годы она снялась в нескольких коммерчески успешных фильмах, но в 1995 году её карьера фактически была убита ролью в картине «Остров головорезов», которую ожидал огромный кассовый провал. При бюджете более 100 млн он собрал всего 10 млн и был занесен в «Книгу рекордов Гиннесса» как самый провальный фильм всех времён.
В 2000—2001 годах Дэвис снялась в провальном ситкоме канала ABC «Шоу Джины Дэвис», который был закрыт после одного сезона. У неё также была роль второго плана в фильме «Стюарт Литтл» (1999) и его продолжении «Стюарт Литтл 2» (2002). Она появилась в эпизоде сериала «Уилл и Грейс» в 2004 году, в 2005 году сыграла главную роль президента США Маккензи Аллен в телесериале «Женщина-президент», за которую получила «Золотой глобус» (2006) и была номинирована на «Эмми». Сериал вновь не имел успеха и был закрыт после неполного первого сезона из 19 эпизодов. В 2009 году Дэвис предприняла попытку вернуться на телевидение, сыграв в пилоте сериала «Защитница» для канала CBS, однако впоследствии продюсеры заменили актрису на Элли Уокер. В 2013 году она снялась в ещё одном телевизионном пилоте, но и он оказался неудачным. Осенью 2014 года она взяла на себя второстепенную роль в одиннадцатом сезоне сериала Шонды Раймс «Анатомия страсти».
В 2016 году на телеканале Fox состоялась премьера 1 сезона телесериала «Изгоняющий дьявола», в котором Дэвис исполнила роль Анджелы Рэнс. Кроме того, в том же году актриса сыграла главную роль в научно-фантастическом фильм Майкла Алмерейды «Марджори Прайм», где её партнёрами были Джон Хэмм и Тим Роббинс. Первый показ ленты прошёл на кинофестивале «Сандэнс». Он получил признание критиков. На сайте Rotten Tomatoes рейтинг одобрения картины составляет 89 %.
В 2019 году Дэвис можно было увидеть в сериале «Блеск» на Netflix, а также услышать в мультсериале «Ши-Ра и Непобедимые принцессы», где актриса озвучила героиню по имени Хунтара.
В 2020 году вышел боевик «Агент Ева» при участии актрисы. Главную роль в фильме исполнила Джессика Честейн. Также в картине сыграли Колин Фаррелл и Джон Малкович.

## Личная жизнь
С 25 марта 1982 года по 26 февраля 1983 года была замужем за ресторанным менеджером Ричардом Эммоло, с 1 ноября 1987 года по 17 октября 1990 года — за актёром и режиссёром Джеффом Голдблюмом, с 18 сентября 1993 года по 21 июня 1998 года — за режиссёром Ренни Харлином.
1 сентября 2001 года Дэвис вышла замуж за пластического хирурга Резу Джаррахи, у них родилось трое детей: дочь Ализэ Кешвар (родилась 10 апреля 2002 года) и мальчики-близнецы Киан Уильям и Каис Стивен (родились 6 мая 2004 года). 8 мая 2018 года Джаррахи подал на развод с Дэвис после почти семнадцати лет брака, указав датой расставания 15 ноября 2017 года, а причиной расставания — «непримиримые разногласия». Дэвис, в ответ, подала петицию, в которой она утверждала, что она и Джаррахи никогда не были в законном браке.
Дэвис является членом «Менса» — общества людей с высоким IQ.

## Активизм
Джина Дэвис выступает за равенство в спортивных возможностях и запрет гендерной дискриминации в учебных заведениях США.
Также актриса пропагандирует гендерное равенство в Голливуде и СМИ. За свою работу в этой области она получила почетную степень доктора изящных искусств в Бейтс-колледже в мае 2009 года и Гуманитарную премию Джина Хершолта от Академии кинематографических искусств и наук в 2019 году.
В 2011 году Дэвис стала одной из немногих знаменитостей, выступивших с инициативой по повышению осведомленности о засухе в Восточной Африке. Она присоединилась к Уме Турман, Шанель Иман и Джошу Хартнетту в ТВ и интернет-рекламе, чтобы поделиться фактами о кризисе.

## Спорт
В июле 1999 года Дэвис была одной из 300 женщин, которые боролись за место в полуфинале олимпийской сборной США по стрельбе из лука для участия в летних Олимпийских играх 2000 года в Сиднее. По итогу отбора актриса заняла 24-е место и не прошла квалификацию в команду, однако получила wild-card в Международный конкурс «Золотая стрела» в Сиднее. Известно, что знакомство Дэвис со стрельбой из лука состоялось в 1997 году.

## Фильмография
| Кино        | Кино                          | Кино                               | Кино                          | Кино |
| Год         | Русское название              | Оригинальное название              | Роль                          | Примечание |
| ----------- | ----------------------------- | ---------------------------------- | ----------------------------- | --- |
| 1982        | Тутси                         | Tootsie                            | Эйприл Пейдж                  | |
| 1985        | Флетч                         | Fletch                             | Ларри                         | |
| 1985        | Трансильвания 6-5000          | Transylvania 6-5000                | Одетт                         | |
| 1986        | Муха                          | The Fly                            | Вероника Квайф                | Номинация — Премия «Сатурн» за лучшую женскую роль |
| 1988        | Битлджус                      | Beetlejuice                        | Барбара Мейтленд              | |
| 1988        | Земные девушки легко доступны | Earth Girls Are Easy               | Валери                        | |
| 1988        | Турист поневоле               | The Accidental Tourist             | Мюриэл Причетт                | Премия «Оскар» за лучшую женскую роль второго плана |
| 1990        | Быстрые перемены              | Quick Change                       | Филлис Поттер                 | |
| 1991        | Тельма и Луиза                | Thelma & Louise                    | Тельма Дикинсон               | Премия национального совета кинокритиков США за лучшую женскую роль Премия общества кинокритиков Бостона за лучшую женскую роль Премия «Давид ди Донателло» лучшей иностранной актрисе Номинация — Премия «Оскар» за лучшую женскую роль Номинация — Премия «Золотой глобус» за лучшую женскую роль — драма Номинация — Премия BAFTA за лучшую женскую роль                                        |
| 1992        | Их собственная лига           | A League of Their Own              | Доти Хинсон                   | Номинация — Премия «Золотой глобус» за лучшую женскую роль — комедия или мюзикл |
| 1992        | Герой                         | Hero                               | Гейл Гейли                    | |
| 1994        | Энджи                         | Angie                              | Энджи Скассопинсьери          | |
| 1994        | Безмолвие                     | Speechless                         | Джулия Манн                   | Номинация — Премия «Золотой глобус» за лучшую женскую роль — комедия или мюзикл |
| 1995        | Остров Головорезов            | Cutthroat Island                   | Морган                        | |
| 1996        | Долгий поцелуй на ночь        | The Long Kiss Goodnight            | Саманта Кейн / Чарли Балтимор | Номинация — Премия «Сатурн» за лучшую женскую роль |
| 1999        | Стюарт Литтл                  | Stuart Little                      | Миссис Элеонора Литл          | Номинация — Премия «Сатурн» за лучшую женскую роль второго плана |
| 2002        | Стюарт Литтл 2                | Stuart Little 2                    | Миссис Литл                   | |
| 2005        | Стюарт Литтл 3: Зов природы   | Stuart Little 3: Call of the Wild  | Миссис Литл                   | Direct-to-video |
| 2009        | Неприятности случаются        | Accidents Happen                   | Глория Конвей                 | |
| 2013        | В мире…                       | In a World…                        | Кэтрин Халинг                 | |
| 2015        | Я, он, она                    | Me Him Her                         | Миссис Эчрлик                 | |
| 2016        | Марджори Прайм                | Marjorie Prime                     | Тесс                          | |
| 2020        | Агент Ева                     | Ava                                | Бобби, мать Евы               | |
| 2024        | Подай знак                    | Blink Twice                        | Стэйси                        | |
| Телевидение |                               |                                    |                               | |
| Год         | Русское название              | Оригинальное название              | Роль                          | Примечание |
| 1983—1984   | Буффало Билл                  | Buffalo Bill                       | Венди Киллиан                 | Регулярная роль, 26 эпизодов |
| 1983        | Рыцарь дорог                  | Knight Rider                       | Грейс Фаллон                  | 1 эпизод |
| 1984        | Остров фантазий               | Fantasy Island                     | Уитни Кларк                   | 1 эпизод |
| 1984        |                               | Riptide                            | Мельба                        | 1 эпизод |
| 1985        | Из России с любовью           | Secret Weapons                     | Тамара / Бренда               | Телефильм |
| 1985        | Ремингтон Стил                | Remington Steele                   | Сэнди                         | 1 эпизод |
| 1985        | Сара                          | Sara                               | Сара Маккенна                 | Регулярная роль, 13 эпизодов |
| 1984—1986   | Семейные узы                  | Family Ties                        | Карен                         | 3 эпизода |
| 1989        |                               | Trying Times                       | Дафни                         | 1 эпизод |
| 2000—2001   | Шоу Джины Дэвис               | The Geena Davis Show               | Тедди Кокран                  | Регулярная роль, 22 эпизода |
| 2004        | Уилл и Грейс                  | Will & Grace                       | Джанет                        | 1 эпизод |
| 2005—2006   | Женщина-президент             | Commander in Chief                 | Президент Маккензи Аллен      | Регулярная роль, 19 эпизодов Премия «Золотой глобус» за лучшую женскую роль в телевизионном сериале — драма (2006) Номинация — Премия «Эмми» за лучшую женскую роль в драматическом телесериале (2006) Номинация — Премия Гильдии киноактёров США за лучшую женскую роль в драматическом сериале (2006) Номинация — Премия «Спутник» за лучшую женскую роль в телевизионном сериале — драма (2005) |
| 2009        | Выход 19                      | Exit 19                            | Глория Вудс                   | Пилот |
| 2012        | Кома                          | Coma                               | доктор Агнетта Линдквист      | Мини-сериал |
| 2013        |                               | Untitled Bounty Hunter Project     | Маккензи                      | Пилот |
| 2014—2015   | Анатомия страсти              | Grey’s Anatomy                     | Доктор Николь Герман          | Второстепенная роль, 12 эпизодов |
| 2016—2017   | Изгоняющий дьявола            | The Exorcist                       | Анджела Рэнс                  | Регулярная роль, 13 эпизодов |
| 2017-…      | Блеск                         | GLOW                               | Sandy Devereaux St. Clair     | 6 эпизодов |
| 2018-2020   | Ши-Ра и Непобедимые принцессы | She-Ra and the Princesses of Power | Хунтара                       | 3 эпизода (озвучка) |

### на английском языке
- Dworkin, Susan (1983). Making Tootsie: A Film Study with Dustin Hoffman and Sydney Pollack. Newmarket Pr., 120 pages, ill. ISBN 978-0-9378-5819-6
- Meyer, Janet L. (2008). Sydney Pollack: A Critical Filmography. McFarland & Company, 248 pages. ISBN 978-0-7864-3752-8